# Kaplica Świętego Krzyża w Tymbarku
Kaplica Świętego Krzyża w Tymbarku - zbudowana pod koniec XIX wieku kaplica, stanowiąca dawniej grobowiec rodziny Myszkowskich - dawnych właścicieli dworu i majątku w Tymbarku. Jest to ostatni grobowiec, jaki pozostał z cmentarza, który otaczał stary kościół.
Kaplicę zbudowano w stylu neogotyckim, na planie prostokąta. Jej ściany opinają skarpy, pomiędzy którymi znajdują się okrągłe okna. Budynek wieńczy dach siodłowy, przykryty dachówką. 
Na frontowej ścianie znajdują się dwie tablice, upamiętniające dwóch przedstawicieli rodu Myszkowskich: Ludwika Myszkowskiego - działacza antyhitlerowskiego ruchu oporu, zabitego w obozie w Oświęcimiu oraz Jerzego Myszkowskiego - oficera Wojska Polskiego, zamordowanego w Katyniu. W krypcie znajdują się doczesne szczątki innych przedstawicieli rodu.
Budynek został wpisany do rejestru zabytków nieruchomych województwa małopolskiego.